# Paradosso della patata
Il paradosso della patata descrive un risultato sorprendente dell'uso incauto dei valori percentuali nel determinare il rapporto tra sostanza secca e acqua nelle patate. Il problema della comprensione può essere trasferito a situazioni simili. Non è un paradosso matematico nel senso antinomico (come ad esempio il paradosso di Russell), ma piuttosto un indovinello. Richiama l'attenzione sull'importanza di comprendere il quesito precisamente attraverso l'analisi del problema prima di iniziare a calcolare.

Il quesito linguisticamente fuorviante e controfattuale di solito recita:

Una visualizzazione in cui le caselle blu rappresentano i kg di acqua e le caselle arancioni rappresentano i kg di sostanza secca delle patate. A sinistra, prima della disidratazione: 1 kg di sostanza, 99 kg di acqua (99% di acqua). Al centro: 1 kg di sostanza, 49 kg di acqua (98% di acqua).

La soluzione sorprendente è che dopo l'essiccazione, le patate pesano solo 50 chilogrammi (49 chilogrammi di acqua e 1 chilogrammo di sostanza secca).

## Spiegazione del calcolo

### Con due masse diverse
La massa totale prima dell'essiccazione {\displaystyle M_{1}} è dell'1% mentre la massa totale dopo l'essiccazione {\displaystyle M_{2}} è del 2% per cento, quindi è raddoppiata. Tuttavia, alla sostanza secca effettiva viene assegnato lo stesso valore di peso (motivo per cui possiamo equiparare matematicamente entrambe le rappresentazioni della sostanza secca), quindi la massa totale è stata matematicamente dimezzata.
{\displaystyle {\begin{aligned}1\,\%\cdot M_{1}&=2\,\%\cdot M_{2}\\M_{2}&={\frac {1}{2}}M_{1}\end{aligned}}}
In questo senso, il paradosso della patata è un problema della regola del tre formulato in modo così ambiguo che ci si aspetterebbe intuitivamente e approssimativamente un risultato completamente diverso.
Il calcolo di controllo conferma: il 2% di sostanza secca in 50 kg è ancora 1 kg e il 98 % di acqua su 50 kg di peso totale corrisponde ai 49 kg necessari per ottenere 50 kg di patate.

### Impostazione di un'equazione
Essendo {\displaystyle W} la massa d'acqua e {\displaystyle T} la sostanza secca, sia ha che {\displaystyle {\frac {W}{W+T}}} è la percentuale di acqua nella massa totale. Sia prima che dopo l'evaporazione, la massa di sostanza secca non cambia: {\displaystyle T=1\,{\text{kg}}} . Dopo l'evaporazione, la proporzione di acqua è data pari al 98%. L'equazione è quindi {\displaystyle {\frac {W}{W+1}}=0{,}98} . Risolvendo per {\displaystyle W} si ottiene {\displaystyle 49\,{\text{kg}}} come soluzione. La massa totale è quindi {\displaystyle 49\,{\text{kg}}+1\,{\text{kg}}=50\,{\text{kg}}}.

### Calcolo per parti
Se una parte su 100 parti (99 parti di acqua, 1 parte di sostanza secca) evapora, rimangono 99 parti (98 parti di acqua, 1 parte di sostanza secca). Se queste 99 parti vengono rapportate al 100%, si osserva che si ha circa il 98,99% di acqua e 1,01 % di sostanza secca.
Solo quando sono evaporate 50 parti di acqua - cosicché ne rimangono 50 (49 parti di acqua, 1 parte di sostanza secca) - ciò corrisponde al rapporto di 98% di acqua e 2% di sostanza secca.
La tabella seguente mostra quanta acqua evapora se la proporzione della massa d'acqua rispetto alla massa secca costante viene ridotta di solo un punto percentuale.
| Acqua              | Sostanza secca    | Totale              | % Contenuto d'acqua                     |
| ------------------ | ----------------- | ------------------- | --------------------------------------- |
| {\displaystyle 99} | {\displaystyle 1} | {\displaystyle 100} | {\displaystyle 99\%}                    |
| {\displaystyle 98} | {\displaystyle 1} | {\displaystyle 99}  | {\displaystyle 98{,}{\overline {98}}\%} |
| {\displaystyle 90} | {\displaystyle 1} | {\displaystyle 91}  | {\displaystyle 98{,}9010989\%}          |
| {\displaystyle 50} | {\displaystyle 1} | {\displaystyle 51}  | {\displaystyle 98{,}03921569\%}         |
| {\displaystyle 49} | {\displaystyle 1} | {\displaystyle 50}  | {\displaystyle 98\%}                    |

## Errore tipico
Il risultato sembra controintuitivo, poiché si potrebbe pensare che il contenuto di acqua della massa iniziale originale diminuirebbe solo di un punto percentuale (99% −1%). Questo errore di valutazione è rafforzato dall’affermazione fuorviante e di fatto errata nel compito secondo cui le patate si seccano “un po’” al sole.
Questo risultato sarebbe matematicamente corretto se il problema avesse richiesto che il contenuto di acqua dopo l'essiccazione fosse il 98% della massa totale originale.
L'errore si basa quindi principalmente sul presupposto che il contenuto di acqua della massa iniziale fosse diminuito di un punto percentuale, mentre in realtà si è affermato che esso fosse diminuito di un punto percentuale rispetto alla massa secca. Di conseguenza, la percentuale di sostanza secca deve essere raddoppiata, passando dall’1% al 2%.
Se il quesito fosse formulato diversamente, il risultato corretto sarebbe molto più facile da indovinare: “Le patate si seccano a tal punto che il rapporto tra sostanza secca e peso totale raddoppia”.

## Rapporti di peso reali
In realtà, le patate crude contengono circa l'80% di acqua e perdono tra il 6 e il 15% del loro peso originale dopo sei mesi di conservazione, ovvero dal 7,2 al 18% del contenuto di acqua originale per evaporazione.
L'indovinello è formulato anche utilizzando angurie, che contengono il 91,4% di acqua.